# Sona Akhundova-Garayeva
Sona Iskander gizi Akhundova-Garayeva (Bacu, 16 de outubro de 1898 - 19 de outubro de 1971) foi uma poetisa e uma das primeiras mulheres no Azerbaijão a receber educação superior. Era mãe do compositor Gara Garayev e do médico Mursal Garayev.

## Primeiros anos
Sona Iskander gizi Akhundova nasceu em 16 de outubro de 1898 em Bacu. Seu pai era Iskander Mirza Abdulhuseyn bey oglu Akhundov, formado pela Universidade de Cracóvia-Jagiellonian, e sua mãe Zuleykha Bayramalibeyova, uma das mulheres instruídas e iluminadas de seu tempo.
Aos 13 anos, os pais de Akhundova a enviaram para uma escola para meninas no município de Bacu. Depois de se formar nesta escola, ela continuou seus estudos na filial de Bacu da Escola St. Nina. Mais tarde, Akhundova estudou música para piano.
Akhundova mostrou interesse por poesia quando ainda estava na escola. Com a ajuda de Shafiqa khanum, ela encontrou e leu poemas de Mirza Alakbar Sabir e também conheceu poemas satíricos, artigos e caricaturas publicadas na revista Molla Nasreddin.
Sona Akhundova-Garayeva morreu em 19 de outubro de 1971.

## Trabalho
Um dos mais famosos poemas de Akhundova, Vatan, foi incluído no livro Ashugs and poets of Azerbaijan publicado em 1974.
Resenhas sobre os poemas de Sona khanum foram publicadas no início do século passado em "Sada", "Ishik", "Kaspi", "Zaqafqazskaya rech" e outros jornais. Akhundova cooperou com o primeiro jornal feminino "Ishig" e publicou regularmente seus poemas lá.

## Vida Pessoal
Akhundova se casou com Abulfaz Garayev, um médico proeminente, cientista honrado, com o qual teve dois filhos - Gara e Mursal Garayevs. Gara Garayev se tornou um compositor conhecido mundialmente, enquanto Mursal Garayev - um médico proeminente.

## Legado
Em 16 de outubro de 2018, o Sindicato dos Escritores do Azerbaijão apresentou o livro “Sona Akhundova-Garayeva. A Memorial Book ” dedicado ao 120.º aniversário de Akhundova-Garayeva na Casa-Museu de Gara Garayev. O livro foi escrito em três línguas: azerbaijani, inglês e russo.